# Трајко Хаџи Бошковић
Трајко Хаџи Бошковић (Скопље, 17. мај 1870 — Београд, 24. фебруар 1939) је био српски индустријалац и сенатор 1932−1935.
После ратова био је изабран за одборника Општине града Скопља